# Riccardo Zampagna
Riccardo Zampagna, född 15 november 1974 i Terni, är en italiensk före detta fotbollsspelare. 

## Karriär
Riccardo Zampagna inledde karriären i lokallaget Amerina Calcio. Trots ett bra målfacit i alla sina klubbar kom Zampagna att spendera större delen av karriären i de lägre serierna.

### Serie B
I september 2001 skrev Zampagna på för Cosenza Calcio och fick därmed för första gången chansen i Serie B. Zampgagna svarade för 10 mål på 29 matcher. Säsongen efter representerade han istället Siena med sju mål på 29 matcher. 2002/2003 hamnade Zampagna i Messina där han sköt 19 mål på 33 matcher. Trots sitt fina målfacit lånades Zampgana ut till sin favoritklubb Ternana från hemstaden Terni. Ternana blev fjärde Serie B-klubben på lika många säsonger. I Ternana svarade Zampagna för 21 mål, hans personliga målrekord i karriären.

### Serie A
Målskyttet för Ternana imponerade och Messina som just flyttats upp till Serie A plockade tillbaka Zampagna inför säsongen 2004/2005. Zampagna gjorde tolv mål sin första säsong i Serie A. 2005/2006 gick det dock tyngre och Zampagna lämnade i januari 2006 för Serie B-klubben Atalanta. Med sina sex mål hjälpte han Atalanta att ta hem serien och var säsongen efter tillbaka i Serie A. Zampagna stannade i Atalanta och gjorde den följande säsongen elva mål. Säsongen efter, 2007/2008 hamnade han dock i konflikt med lagets tränare, Luigi Del Neri och stängdes av av klubben. I januari 2008 släpptes han till Vicenza i Serie B.

### Avslutning
Sommaren 2008 skrev Zampagna på för Serie B-nykomlingen Sassuolo. På sina två säsonger med klubben gjorde han tio respektive sex mål. Under 2009/2010 var laget nära att kvalificera sig för Serie A. Sommaren 2010 lämnade Zampagna Sassuolo för Lega Pro-klubben Carrarese. Efter bara ett par månader med klubben bestämde sig Zampagna för att sluta med fotbollen.
I december 2010 återvände Zampagna tillfälligt till planen för att representera Associazione Comunista Sportiva Dilettantistica i en amatörserie i hemstaden Terni. Zampagna har sedan dess också deltagit i sjumanna-turneringar.

## Meriter
- Mästare i Serie B: 1

2005/2006 Atalanta